# Hypericum canariense
Hypericum canariense är en johannesörtsväxtart som beskrevs av Carl von Linné. Hypericum canariense ingår i släktet johannesörter, och familjen johannesörtsväxter.

## Underarter
Arten delas in i följande underarter:
- H. c. floribundum
- H. c. platysepalum

## Bildgalleri

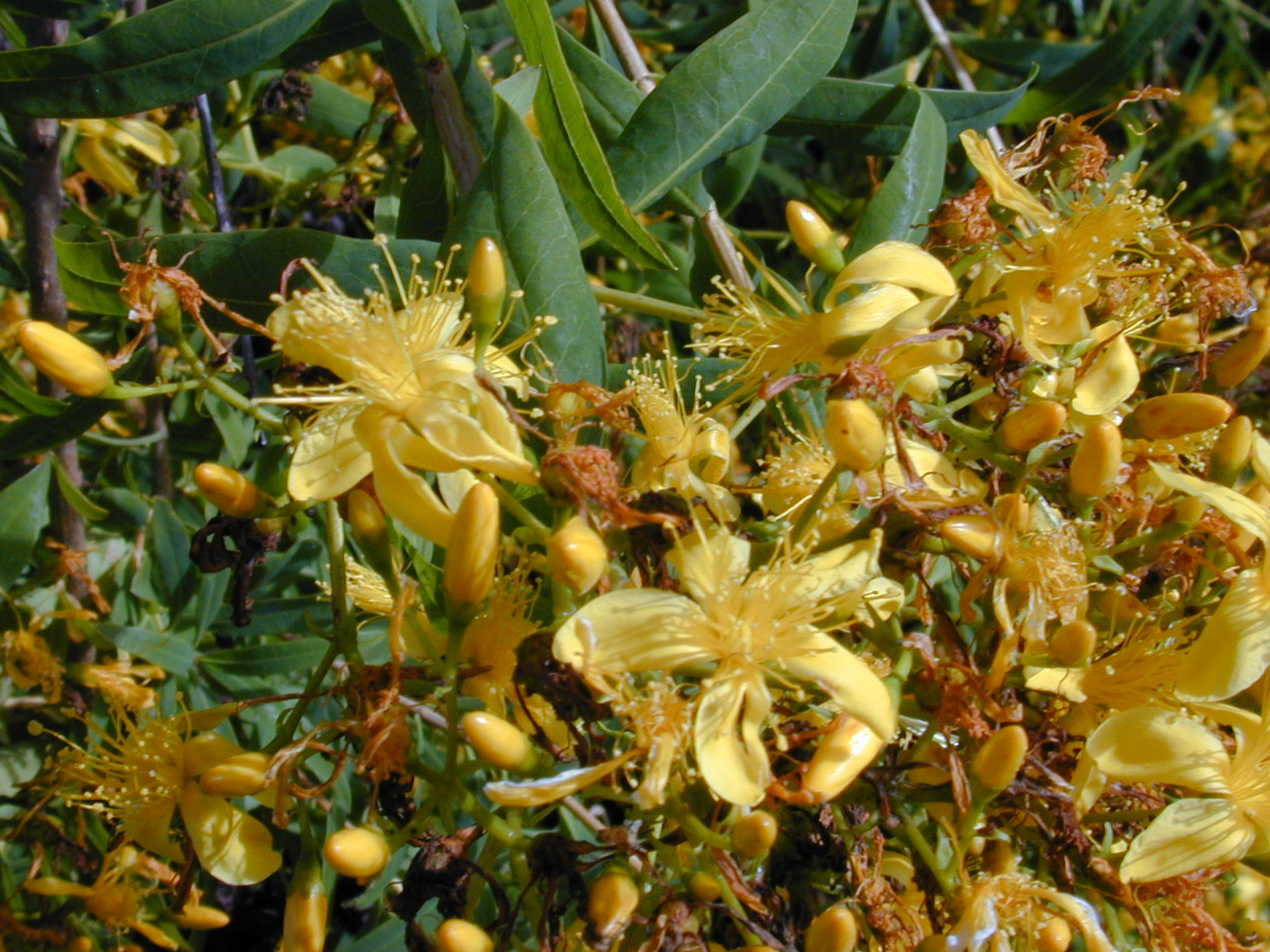
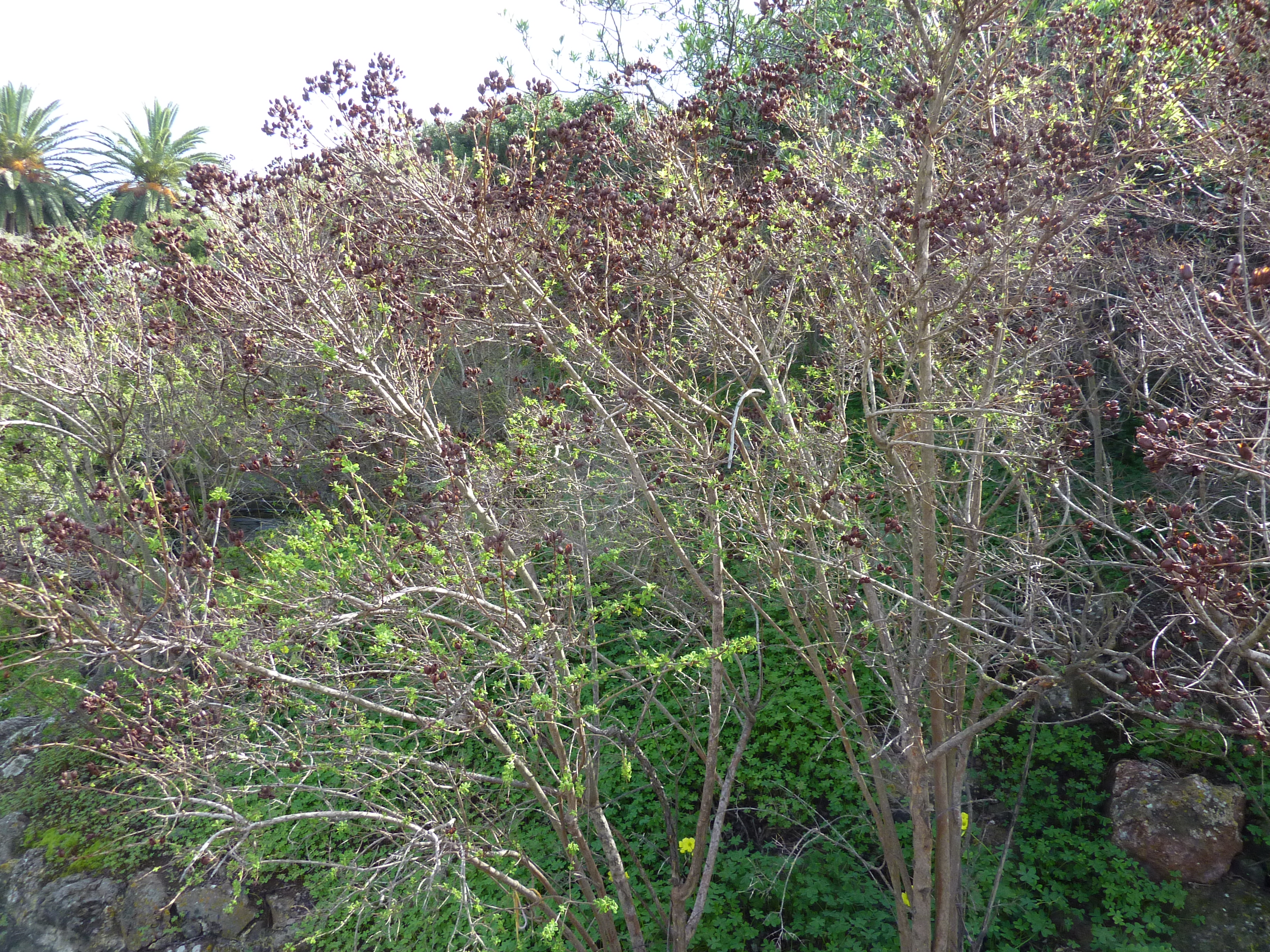